# Chiesa di Caterina
La chiesa di Caterina (Katarina kyrka) è tra le più importanti chiese nel centro di Stoccolma.
L'edificio fu edificato per la prima volta tra il 1656 ed il 1695 su progetto di Jean de la Vallée e poi ricostruito due volte dopo che era stato distrutto da un incendio (l'ultima volta negli anni novanta del XX secolo).